# Поликовский, Владимир Исаакович
Владимир Исаакович Поликовский (11 [24] ноября 1904, Женева — 27 июля 1965, Москва) — советский учёный, конструктор, генерал-майор инженерно-авиационной службы, лауреат Сталинской премии.

## Биография

### Ранние годы
В 1925 году окончил Одесский Политехнический институт. В 1926—1928 годах работал инженером на металлургическом заводе в Макеевке. Оттуда направил научную работу в ЦАГИ. Директор-начальник ЦАГИ С. А. Чаплыгин, ознакомившись с работой, немедленно вызвал её автора в Москву.

### Довоенные годы
С 1928 по 1942 год работал в ЦАГИ, занимался исследованиями аэродинамики лопаточных машин, возглавлял отдел силовых установок. Предложил и разработал способ регулирования приводного центробежного нагнетателя с помощью поворотных лопаток на входе в рабочее колесо — так называемые «лопатки Поликовского». Этот способ нашёл своё применение на двигателях семейства АМ-34. С октября 1941 по февраль 1942 был начальником новосибирского филиала ЦАГИ.

### Великая Отечественная война
20 апреля 1942 года был назначен начальником Центрального института авиационного моторостроения (ЦИАМ), которым руководил до 1947 года, и одновременно был начальником 8-го Главного управления Народного комиссариата авиационной промышленности. Институт под руководством В. И. Поликовского осуществлял научно-техническое руководство всеми работами по авиадвигателям, а также осуществлял непосредственную помощь фронту. В. И. Поликовский внёс большой вклад в решение проблем, не позволявших истребителю Ла-5 достигнуть заявленной КБ скорости, а также в решение проблем, связанных с эксплуатацией штурмовика Ил-2.

### Послевоенные годы
Сразу по окончании войны В. И. Поликовский был командирован в Германию, где занимался экспертной оценкой немецкой авиационной промышленности. С 1946 года возглавил работы по переоснащению авиации реактивными двигателями взамен поршневых, сотрудничал со многими КБ и лабораториями.
В 1947 году В. И. Поликовский был освобождён от обязанностей начальника ЦИАМ. Перешёл на преподавательскую работу в МАИ. Организовал и возглавлял кафедру винтомоторных установок, после её закрытия был профессором кафедры конструкции авиадвигателей.
В середине 1950-х годов занимал должность заместителя А. С. Яковлева по силовым установкам в его конструкторском бюро и принимал участие в создании фронтового бомбардировщика Як-28.
Доктор технических наук (1940), профессор.
Похоронен на Новодевичьем кладбище (участок 6).

### Семья
Жена: Елена Михайловна Поликовская (30.01.1907 — 03.02.1987), модельер-дизайнер, автор книг «Мы шьём сами» (1961), «Кроим, моделируем, шьём» (1966).
Дети:
сын, Михаил Владимирович Поликовский (9.11.1929 — 26.06.2002), инженер, конструктор, заместитель главного конструктора ОКБ Института высоких температур АН СССР (ИВТАН, теперь Объединённый институт высоких температур РАН).
дочь, Людмила Владимировна Поликовская (30.11.1940 — 26.02.2017), литературный критик, участница диссидентского движения, автор книг «Мы предчувствие…Предтеча… Площадь Маяковского 1958—1965» (1997), «Тайна гибели Марины Цветаевой» (2009), «Есенин» (2010), «Жизнь Михаила Осоргина» (2014).

## Награды и премии
- Орден Ленина (16 сентября 1945)
- Орден Красной Звезды (1941)
- медали
- Сталинская премия II степени (22 марта 1943) — за научный труд: «Руководство для конструкторов», опубликованный в 1940, 1941 и 1942 годах[4]
- Заслуженный деятель науки и техники РСФСР.